# 巴西光蟾魚
巴西光蟾魚（学名：Porichthys kymosemeum），為輻鰭魚綱蟾魚目蟾魚科的其中一種，分布於西大西洋區的巴西海域，棲息深度可達92公尺，為底棲性魚類。